# Antillerbåtstjärt
Antillerbåtstjärt (Quiscalus niger) är en fågel i familjen trupialer inom ordningen tättingar.

## Utbredning och systematik
Antillerbåtstjärt delas in i sju underarter med följande utbredning:
- Q. n. caribaeus – västra Kuba, Isla de la Juventud och cays till Cayos de las Doce Leguas
- Q. n. gundlachii – centrala och östra Kuba och inre cays i Jardines de la Reina
- Q. n. caymanensis – Grand Cayman (Caymanöarna)
- Q. n. bangsi – Little Cayman och Cayman Brac (Caymanöarna)
- Q. n. crassirostris – Jamaica
- Q. n. niger – Hispaniola, Gonâve, Tortue, Île à Vache och Isla Beata
- Q. n. brachypterus – Puerto Rico och på ön Vieques

## Status
Arten har ett stort utbredningsområde och beståndet anses stabilt. Internationella naturvårdsunionen IUCN listar den därför som livskraftig (LC).